# Бьюкенен, Колин
Колин Бьюкенен (род. 1966 год) — шотландский киноактёр. Наибольшую известность ему принесла роль полицейского Питера Пэскоу в телесериале «Дэлзил и Пэскоу», который выходил на BBC с марта 1996 года по июнь 2007 года.

## Карьера
Прорывная роль Бьюкенена на телевидении пришлась на детективный сериал «Прикосновение мороза» в 1994 году, когда он сыграл констебля Остина в трех эпизодах. В 1996 году он начал играть Питера Паско в «Дэлзил и Пэскоу». Бьюкенен также снялся в комедийном драматическом телесериале « На Престонском фронте все тихо» (другое название «Престонский фронт»), «Билл», «Между строк», «Опасное поле», «Сердцебиение», «Космический остров один» и « Короткие встречи».
У Бьюкенена также была второстепенная роль в художественном фильме «Горячие красные» (1993) с Дональдом Сазерлендом и Бальтазаром Гетти в главных ролях, главная роль в фильме «Свидетель против Гитлера» (1995).
Колин Бьюкенен озвучил несколько аудиокниг Реджинальда Хилла, включая Deadheads и Exit Lines.

## Биография
Бьюкенен родился и вырос в Данди, Шотландия. Окончил британскую театральную школу Drama Center London в 1991 году. У Бьюкенена есть две дочери, Кира и Майя, от его бывшей жены Ким.

## Фильмография
- Дэлзил и Пэскоу
- Чисто английское убийство (телесериал)
- All Quiet on the Preston Front
- Between the Lines,
- Dangerfield, Heartbeat,
- Space Island OneBrief Encounters
- A Touch of Frost
- The Pale Horse